# ダンツィヒのポーランド郵便局での攻防
ダンツィヒのポーランド郵便局の攻防は、ダンツィヒ（現在のグダニスク）で行われた、第二次世界大戦のドイツによるポーランド侵攻における初戦の戦いの1つである。1939年9月1日、ポーランドの市民がドイツのSSと秩序警察の特殊部隊（ダンツィヒ警察）の攻撃に15時間にわたって持ちこたえた。郵便局の防衛を指揮した予備海軍中尉のコントラット•グテルスキ司令官は戦闘時に戦死した。コントラット司令官戦死後、郵便局職員のアルフォンス•フリスィコフスキが司令官を引き継いだとされる。降伏時に建物の反対側で銃声を聞いたアルフォンス司令官を含む6人の兵士は付近の住宅へと脱出した。アルフォンス司令官は重傷を負っていた為、自分を置き去りにして残った５人の兵士を逃走させる決断を下した。この時、軍服から部屋にあった服に着替えて身なりを偽り、5人の兵士が逃走に成功し、その内4人が戦争を生き抜いた。アルフォンス司令官は翌日、ドイツ軍によって拘束され、その後間も無く処刑された。生存者はナチス・ドイツの裁判所において死刑判決を受け、パルチザンとして10月5日に処刑された。

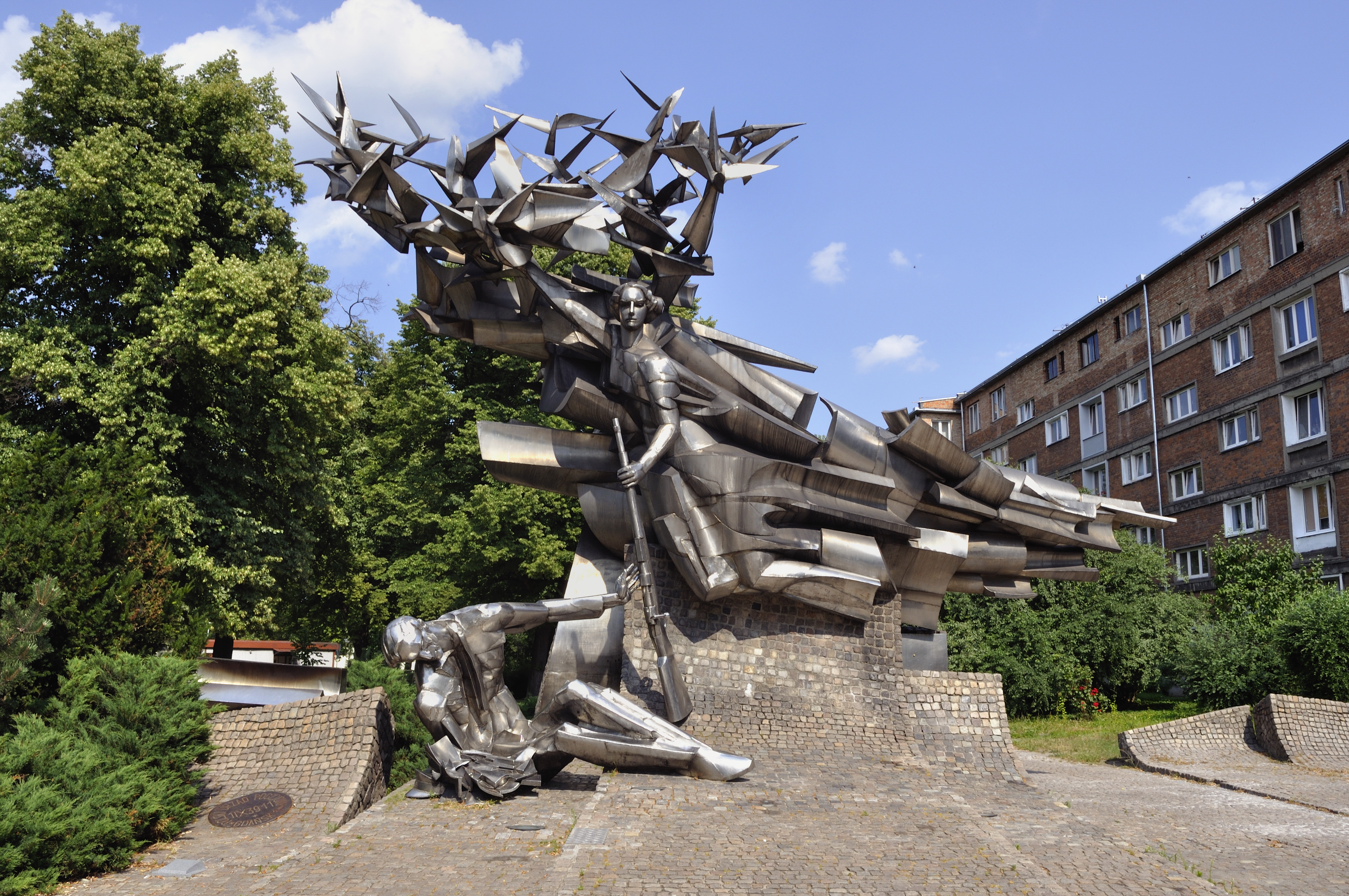

## 戦いの前・攻撃防御の準備

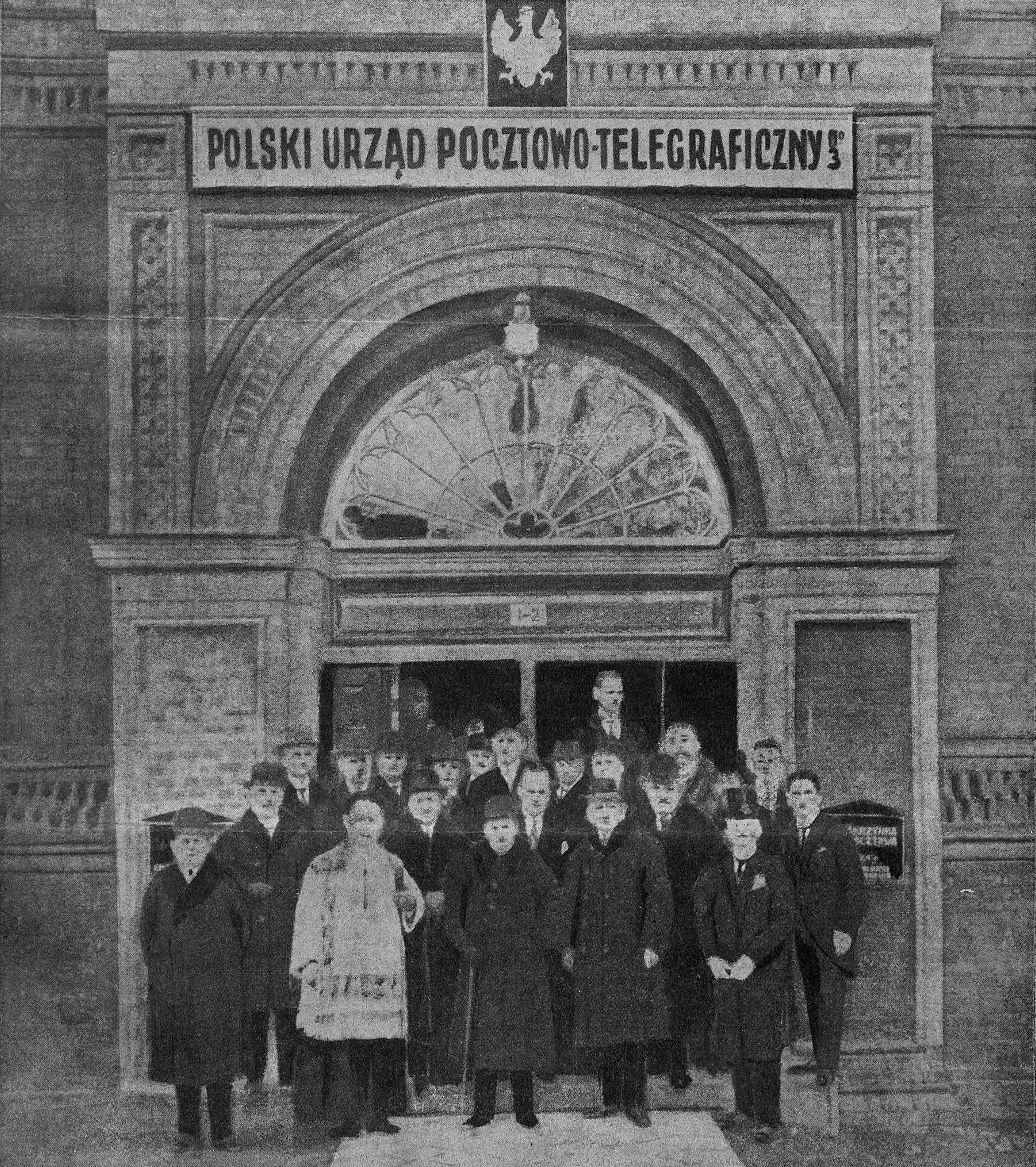
ポーランド郵便局の3番目の建物（後に1番目となり、1939年の戦闘がおこなわれた）、1925年

自由都市ダンツィヒのポーランド郵便局（Poczta Polska）は、1919年にヴェルサイユ条約の元に作成され、その建物はポーランドの資産で治外法権であるとみなされていた。
ダンツィヒのポーランド郵便局はいくつかの建物からなっていた。1930年の時点では、旧市街にあるヘヴェリウシュ・スクエア（Heweliusz Square）のグダニスク1のビルがポーランド郵便局の中心となる建物で、そこにはポーランドへ直通の電話線があった。1939年時点で、そこには100人以上の人が働いていた。ポーランド郵便局の一部の職員は自衛・セキュリティ部門に属しており、ほとんどがポーランド・ライフル協会（Związek Strzelecki）のメンバーであった。エドムント・ハラシュキェヴィチ（Edmund Charaszkiewicz）の証言では、ポーランド郵便局は1935年からポーランドの諜報組織ジグムント（Group Zygmunt）の重要な部門となっていた。
ポーランドとドイツの間の緊張状態が大きくなるにつれ、1939年4月にポーランドの最高司令部は工兵部隊を配置し、予備海軍中尉コンラット・グデルスキ（Konrad Guderski）をバルト海沿岸へ送った。アルフォンス・フリスィコフスキ（Alfons Flisykowski）と他の者にとって、彼の任命はダンツィヒのポーランド郵便局における公式で志願制の警備職員を編成する助けになり、戦闘時に備えることができた。加えて、職員を訓練し、建物周りの防備を備えた。建物近くの樹木を取り除き、玄関を強化した。8月中旬には追加の10人の職員が グディニャ（Gdynia）とブィドゴシュチュ（Bydgoszcz）のポーランド郵便局から派遣されてきた。
ポーランド郵便局の建物は9月1日の時点で57人の人間がいた。これは、コンラット・グデルスキ（唯一市民でなかった人間）、42人の地元で雇用したポーランド職員、グディニャとブィドゴシュチュから来た10人、ビルの管理人とその家族（妻と10歳の娘エルヴィナも含んでおり、このビルに住んでいた）であった。ポーランド人の職員は武器を隠しており、そのほとんどが拳銃で、3丁の軽機関銃といくつかの手榴弾もあった。ポーランドの防御計画では、ドイツ軍から建物を6時間守ることを考えており、その後、ポモージェ軍（Armia Pome）からその地域の防御支援のための部隊が送られる予定であった。
ドイツの攻撃計画は1939年7月に立てられた。建物の2つの方向から攻撃をし、陽動攻撃が正面玄関から行われ、主攻撃は隣接する事務所から側面に壁越しにおこなう、というものだった。

## 戦闘
04:00、ドイツは建物への電話線と電気供給を切断した。04:45には、ドイツの戦艦シュレスヴィヒ・ホルシュタインがヴェステルプラッテにあるポーランド軍の要塞に対して砲撃を開始した。ドイツ軍はポーランド郵便局への攻撃を開始した。この任務に割り当てられたドイツ軍部隊は、ダンツィヒ警察の特殊部隊とSS突撃大隊"E"とSSハイムヴェール・ダンツィヒと、旧オーストリアのADGZ装甲車により構成されていた。攻撃はドイツ警察大佐ヴィリ・ベスケ（Willi Bethke）により指揮されていた。
最初、ドイツ軍は正面玄関を突破して建物に入ろうとし、2回目の攻撃は隣接する事務所から行われたがどちらも撃退された。ポーランド側の防衛の指揮を執っていたコンラット・グデルスキは2回目の攻撃で死亡した。
11:00にドイツ軍部隊は2つの75mm砲の援軍を得て、その支援のもと2回目の攻撃が行われたが、撃退された。
15:00にドイツ軍は2時間の停戦を宣言し、ポーランド軍に降伏を勧告した。が、拒否された。その間にドイツ軍は追加の増援である105mm砲と工兵部隊を受け取った。工兵部隊は壁の下を掘り進み600kgの爆発装置を設置した。17:00には爆弾が設置され、壁を破壊した。ドイツ軍部隊は3つの砲兵に支援され再攻撃を行った。この時地下室をのぞいた建物を占拠することができた。
18:00にドイツ軍は自動ポンプとガソリンタンクと火炎放射器を運び込んだ、それを使用して地下室をガソリンで焼き尽くした。5人のポーランド人が大火傷を負い、残りは降伏を選んだ。最初に建物をでた2人、白旗を掲げていたヤン・ミホン博士（Dr. Jan Michoń）とユゼフ・ヴォンシク（Józef Wąsik）はドイツ軍に射殺された（別の記録では、ミホン博士は火炎放射器で攻撃されたとある）。残りのポーランド人は降伏を許された。

## 戦いの後

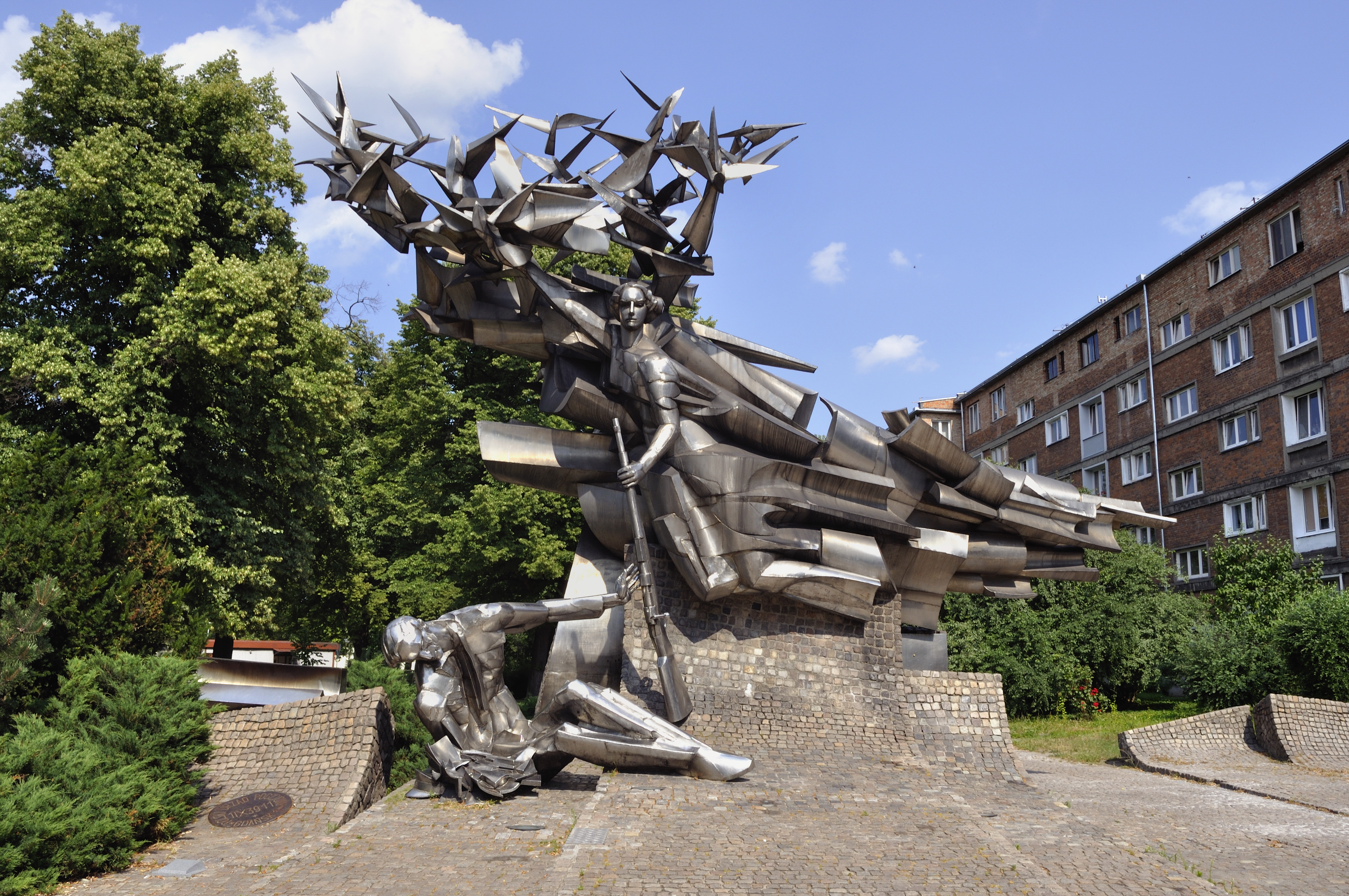
グダニスクにあるポーランド郵便局の防衛の記念碑

戦いが終り、6人が建物から逃走した。そのうち、2人は後日捕まった。16人の負傷者は市の病院へ送られ、6人はその後死亡した（5人は火傷が原因、これには10歳の少女、エルヴィナも含まれていた）。残りの28人は警察の建物に収監された。数日後、ヴィクトリアシューレ（Victoriaschule）に送られた。
全ての捕虜は裁判にかけられた。9月8日に最初の28人が、9月30日に病院から回復してきた10人が、1938年のドイツ軍の特別軍事刑法の元で、全員がパルチザンとして死刑を宣告された。刑の宣告は、検事ハンス・ギーセック（Hans Giesecke）により要求され、裁判長のクルト・ボーデ（Kurt Bode）が宣告、陸軍総司令官ヴァルター・フォン・ブラウヒッチュ元帥がこれに署名した。弁護士による弁護は許されず、10月5日に銃殺が執行された。
同様の運命は都市の南側で装甲列車でヴィスワ川にかかる橋を確保しようと試みた、ポーランドの鉄道員に対しても待っていた。
ギーセックとボーデはこの件に関して責任を取ろうとしなかったし、「法律にのっとった殺人」に関して言及しなかった。
2人は戦後の非ナチ化の後、法律家としての職務を続け、1970年代に生涯を全うした。唯一、1995年のリューベックにおけるドイツ法廷において、ハーグ陸戦条約に違反した法律であると言う理由が元で、1939年の判決を無効にし、「郵便局員」の名誉回復がおこなわれた。
ポーランドでは、この話は第二次世界大戦の1939年9月の戦いの中でよく知られた話となっている。1979年には、ポーランド人民共和国のグダニスクでポーランド郵便局の記念碑の除幕式がおこなわれた。

## 現在
現在、この郵便局はplac Obrońców Poczty Polskiej 1/2, 80-800 Gdańskに位置し、営業を続けている。この郵便局はグダニスク第一郵便局と呼ばれている。障害を持ったひとにも対応したサービスが行われ、平日に営業している。https://upload.wikimedia.org/wikipedia/commons/8/8b/Poczta_Polska_w_Gdansku_2010.JPG